# Boet Sidoni
Boet Sidoni   (Sidó, c. 75 aC - c. 10 aC) (llatí: Boethus Sidonius; grec antic: Βόηθος) va ser un filòsof peripatètic fenici nadiu de Sidó, deixeble del peripatètic Andrònic de Rodes i culturalment grec.
Va visitar Roma i Atenes segurament de molt jove, ciutats en les quals va ensenyar. Estrabó que en va ser deixeble, el menciona a ell i al seu germà Diodot com a persones destacades de Sidó, i diu que va ser el seu mestre en filosofia peripatètica. Les seves obres s'han perdut. Entre les seves obres n'hi havia una que parlava sobre la naturalesa de l'ànima i un altre sobre les Categories d'Aristòtil, citat per Ammoni Saccas en el seu comentari sobre la mateixa obra d'Aristòtil. Sobre l'estudi de les obres aristotèliques, Ammoni aporta un comentari de Boet que diu que s'ha de començar per la Física, mentre que Andrònic de Rodes deia que era millor iniciar els estudis amb la Lògica.